# سیارک ۵۰۰

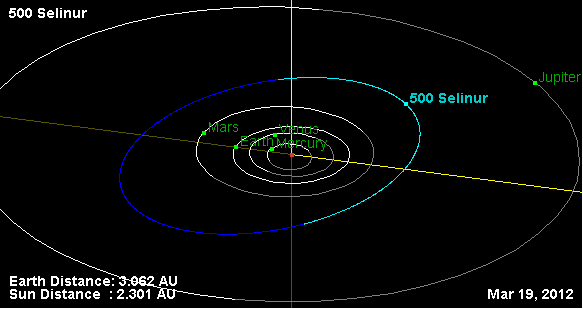
نمایی از محل قرارگیری سیارک ۵۰۰ در مدار - ۲۰۱۲

سیارک ۵۰۰ (به انگلیسی: ۵۰۰ Selinur، نامگذاری:۱۹۰۳LA) پانصدمین سیارک کشف شده‌است که در ۱۶ ژانویه ۱۹۰۳ و در هایدلبرگ کشف شد.
قدر مطلق سیارک برابر ۹٫۳۰ است.